# Крик (повесть)
«Крик» — повесть русского писателя Константина Воробьёва, написанная в 1961 году. Одно из наиболее известных произведений писателя о войне, повествующее об участии главного героя в обороне Москвы осенью 1941 года и его попадании в немецкий плен.

## История
Повесть опубликована в 1962 году в альманахе «Советская Литва» (книга 8, сс. 37—69). В том же году под названием «Крик. Маленькая повесть» она вышла в журнале «Нева» (№7, сс. 133—153), с иллюстрациями С. Рудакова. В этой версии повесть имела другой финал — на разведке Воронова тяжело ранят, он теряет сознание и приходит в себя уже в Москве в госпитале на Большой Пироговской, не зная, было ли выполнено задание или нет и что стало с Маринкой и его сослуживцами. В результате ранения Воронов теряет голос; последняя фраза повести — «Голос вернулся ко мне в июле, на Курской дуге».
Отдельным изданием повесть вышла в сборнике «У кого поселяются аисты» (М.: Сов. Россия, 1964). Многократно переиздавалась.
В последние годы жизни писатель работал над романом «Крик», который должен был стать продолжением повести.

## Сюжет
Повествование ведётся от первого лица, главный герой — 20-летний младший лейтенант Сергей Воронов, несколько дней назад ставший командиром взвода.
В составе батальона под командованием майора Калача и капитана Мишенина, взвод направляется на фронт в район Волоколамска. На окраине большого села батальон окапывается и занимает оборону. Воронов и его помощник, сержант Васюков, знакомятся с девушкой Маринкой из села, за которой Воронов начинает ухаживать (её фамилия также оказывается Воронова). Она живёт с матерью и младшим братом Колькой. Воронов хочет жениться на ней и приходит в гости к семье.
В селе останавливается кавалерийская часть. В этот же день село бомбят «юнкерсы». Маринка с матерью и братом Колькой прячутся в погребе. Воронов спешит к Маринке, видит недалеко от хаты убитого коня. Смуглолицый кавалерист пинает ногами в разорванный пах коня, пробуя освободить седло. Конники уходят в тыл.
В день рождения Воронова Васюкову при помощи Воронова удаётся сбить из ПТР немецкий разведывательный самолёт. Капитана Мишенин выносит обоим благодарность. Вскоре соседнюю деревню занимают немцы, начинающие миномётный обстрел позиций батальона. Майор Калач приказывает организовать разведку боем, куда отправляет Воронова, Васюкова и ещё 12 комсомольцев взвода. Когда они выступают, начинается миномётный обстрел, Воронов слышит крик Маринки. Крик, как нож, вонзается в темя Воронову. Он оглядывается и видит на пригорке взрыв и в нём летящую Маринку — её подбрасывает взрывной волной.
Во время разведки, попав под огонь немцев, один красноармеец погибает, остальные отступают назад к своим, Васюков и раненый Воронов оказываются в плену. Несколько дней они проводят в сарае, немецкий офицер забирает у Воронова один из «кубарей» для своей коллекции. Когда Воронов начинает вставать, их с Васюковым отвозят в лагерь военнопленных в Ржев, где они встречают колонну русских пленных и огромную «поленницу» трупов. В качестве питания к заключённым впускают раненую лошадь, которую те разрывают на куски… Васюков приносит Воронову лошадиное лёгкое. Воронову чудится колокольный звон, в бреду он видит как он с бойцами разведки идёт по полю — красному от мака, а на месте минного заграждения их ждет капитан Мишенин.

## Отзывы
- Юрий Бондарев[1]:

Эта маленькая повесть почти вся написана с той суровой и вместе с тем щемяще-горькой интонацией, которая сразу же придаёт чёткую реалистическую окраску короткой истории фронтовой любви…

Беллетристичность (я называю так «лёгкие» сюжетные «ходы») порой разрушает неторопливую реалистическую манеру письма, снижает пронзительно-щемящую ноту, с которой вещь начата; иногда отсутствие мотивировок рождает ощущение заданности, вообще-то чужеродной стилю Воробьёва.
- Вячеслав Огрызко[2]:

Эту повесть можно воспринять как трогательный рассказ о первой, оказавшейся такой трагической, любви молодого командира взвода и юной кладовщицы подмосковного колхоза, на территории которого пролегла оборона наших войск. Но это и рассказ о том, кто в 41-м составлял костяк первых линий защиты и кто почти в полном составе навечно остался тогда лежать на полях России. Кадровых офицеров уже было наперечёт. Взводами командовали вчерашние мальчики, окончившие ускоренные курсы или досрочно выпущенные из военных училищ.

## Экранизации
- 1984 — «Экзамен на бессмертие», режиссёр Алексей Салтыков (по повестям «Крик» и «Убиты под Москвой»)